# Kenneth Sutherland
Pour les articles homonymes, voir Sutherland.
 (février 2014).
Si vous disposez d'ouvrages ou d'articles de référence ou si vous connaissez des sites web de qualité traitant du thème abordé ici, merci de compléter l'article en donnant les références utiles à sa vérifiabilité et en les liant à la section « Notes et références ».
Kenneth Sutherland, 3e lord Duffus (en) (Сатерленд, Кеннет, 3-й лорд Дуффус), né à une date et un lieu inconnus, mort à Kronstadt en Russie entre 1732 et 1734, est un Highlander, pair d'Écosse et marin britannique. À la fin de sa vie il se mit au service de la Marine impériale de Russie, et en devint contre-amiral.

## Biographie
Il fait partie des Highlanders du Clan Sutherland, branche des lords Duffus (en). Son père est James Sutherland, 2e lord Duffus, et sa mère est Lady Margaret MacKenzie.
Le 30 mars 1708, il épouse Lady Charlotte Christina Sjöblad, la fille du marin suédois et Gouverneur de Göteborg Érik Carlsson Sjöblad. Il aura des enfants dont son héritier Éric Sutherland, 4e Lord Duffus.
De sa prime jeunesse, on ne sait rien. En 1705, il hérite des titres de son père. En 1707, il vote pour l'Acte d'Union unissant l'Écosse et l'Angleterre. Comme capitaine de la Royal Navy, le 29 juin 1711, aux commandes de la seule frégate Advice, il engage huit corsaires français de Dunkerque. Il est sévèrement blessé et capturé.
En 1715, il rejoint la révolte écossaise du parti Jacobite contre George Ier de Grande-Bretagne. Après l'échec de cette révolte, il est recherché. Il fuit en Suède. Décidé à se rendre, il retourne en Angleterre, et est arrêté sur le chemin du retour par les autorités anglaises de Hambourg.
Il est relâché en 1717 sans jugement après être interné à la Tour de Londres. Jusqu'en 1723, on ne sait ce qu'il fait. Le 4 juin 1723, après avoir gagné Saint-Pétersbourg, il s'engage dans la Marine Impériale de Russie. Il est fait contre-amiral sur ordre de Pierre le Grand. Il est attaché à la Flotte de la Baltique et intègre également le Conseil de l'Amirauté Impérial.

## Armoiries
- Clan Sutherland : d'or à trois étoiles de gueules, posées deux et une.
- Devise : Sans Peur.

## Représentation
Un portrait (1712 ?) de lui en emperruqué en pied, où il pose en kilt, la main droite posée sur la tête d'un lévrier est réalisé par le peintre écossais Richard Waitt (en).